# 漆山又四郎
漆山 又四郎（うるしやま またしろう、1873年1月6日 - 1948年8月5日）は、日本の書誌学者、漢学者、国文学者。号は「天童」。

## 経歴
1873年(明治6年)、山形県置賜郡で生まれた。幸田露伴に師事して小説家をめざすが、漢文学者として名を残し、第一次『露伴全集』の編纂に携わった。
また上田秋成『春雨物語』の稿本、いわゆる漆山本の所持者であった。

## 著作
著書
- 『断巌絶壁 傑作文粋』文学同志会 1899
- 『脳力養成法』東亜堂 1908
- 『新撰浮世絵年表』漆山天童著、奎光書院 1934
- 『絵本年表』(全6巻) 青裳堂書店(日本書誌学大系) 1983-1987
- 『近世の絵入本』青裳堂書店(日本書誌学大系) 1983
- 『近世人名辞典 名号引き』編、青裳堂書店(日本書誌学大系) 1984-1985

訳注・校
- 『陶淵明集』訳註、岩波文庫 1928
- 『杜詩』訳註、岩波文庫 1929
- 『唐詩選』李攀竜編、訳註、岩波文庫 1931
- 『李太白詩選』訳註、岩波文庫、1932-1933
- 『李長吉詩集』訳註、東明書院 1933
- 『雨月物語・春雨物語』(現代語訳国文学全集 24) 非凡閣 1936
- 『三体詩』周弼編  訳註　奎光書院 1936
- 『義経記』(現代語訳国文学全集 18巻 上) 非凡閣 1937
- 『曽我物語』(現代語訳国文学全集 18巻 下) 非凡閣 1938
- 『訳文大日本野史』(全4巻) 飯田忠彦共註、春秋社 1943-1944
- 『遊仙窟』張文成著、訳註、岩波文庫 1949
- 『春雨物語 漆山本』上田秋成著、校訂、岩波文庫 1950

## 参考
- 「日本近代文学大事典」講談社
- 古典籍総合データベース
- 著作CiNii